# Robert Groslot
Robert Groslot (Mechelen, 9 juni 1951) is een Belgische pianist, dirigent, componist, graficus en cineast.

## Biografie

### Pianist
Robert Groslot studeerde piano aan Koninklijk Conservatorium in Antwerpen. In 1974 won hij de Alessandro Casagrande pianowedstrijd (Terni, Italië), en in 1978 werd hij laureaat van de Koningin Elisabethwedstrijd voor piano. Na deze onderscheidingen ondernam hij verschillende concertreizen en was hij actief op het vlak van kamermuziek. Hij speelde jarenlang samen met klarinettist Walter Boeykens, met wie hij verschillende opnames maakte op het label Harmonia Mundi. Andere kamermuziekpartners waarmee hij werken op cd heeft opgenomen zijn cellist Roel Dieltiens en pianist Daniel Blumenthal.
Van bij aanvang van zijn carrière geeft hij ook pianolessen, aanvankelijk aan het Lemmensinstituut in Leuven, nadien aan het Koninklijk Conservatorium Antwerpen en tevens een tijdlang aan het Utrechts Conservatorium. Aan het Koninklijk Conservatorium in Antwerpen, waar hij van 1996 tot 2001 ook artistiek directeur was, doceerde hij behalve piano ook kamermuziek.

### Dirigent
Enkele jaren na de Elisabethwedstrijd richt Groslot zich ook op dirigeren. Sinds 1986 dirigeert hij ook het Nieuw-Vlaams Symfonie-orkest. In 1991 richt hij dan het symfonisch orkest Il Novecento op. Met dit orkest treedt hij vanaf 1991 op tijdens de Night of the Proms in diverse landen in Europa.

### Multimediaal werk
Vanaf 2001 ontwikkelt hij zich ook als grafisch kunstenaar en maakt een reeks tableaus, die hij Computer Designed Paintings noemt. Dit leidt uiteindelijk tot een project met film, de logische consequentie het samenvoegen van beelden met zijn eerste en leidende passie, de muziek. In 2005-2006 realiseerde hij zijn eerste filmproject The Great Globe, met beelden gemaakt op een eerder gecomponeerd orkestwerk met dezelfde naam. De film ging in maart 2006 in première in deSingel, Antwerpen, met live symfonisch orkest. Datzelfde jaar wordt de film ook opgepikt in het buitenland en vertoond in het Dolby Theatre in Los Angeles tijdens HDFest.
In 2008 volgt een tweede multimediaal project, Si le Monde..., waarbij Groslot zich inspireerde op een bekende uitspraak van de Franse schrijver Albert Camus uit zijn boek Le mythe de Sisyphe. Hij vertrekt opnieuw van een reeds afgewerkte muzikale compositie voor symfonisch orkest, sopraan-solo en vrouwenkoor en bedenkt hierop beelden. Hiervoor combineert hij een in 3D ontworpen virtueel gebouw, dansers en natuurbeelden tot een eigenzinnig geheel. Het totaalproject breidt hij nog uit met zes sculpturen, elf digitale litho's, twintig tableaus en een kunstboek. Groslot laat in het boek ook andere filosofen en andere kunstenaars reflecteren op het citaat van Camus, waaronder Etienne Vermeersch en Wim Henderickx.

### Componist
Vanaf 2009 is Robert Groslot zeer sterk gericht op het componeren, naast zijn dirigentschap van Il Novecento. Op vier jaar tijd ontstaan 16 concerto's en een groot aantal kamermuziekwerken.
Terugkerende inspiratiebronnen zijn de Engelse literatuur (William Butler Yeats, James Joyce, T.S. Eliot), de natuur en de seizoenen.

## Composities

### Orkestwerken
- 2014: Perceptions & Games - A Chamber Symphony
- 2006: Si le Monde...
- 2002: L'Odissea d'Orfeo
- 1995: The Great Globe
- 1991: Black Venus
- 1980: Eyes
- 1979: Rainfall on Pink City

### Concerten voor instrumenten en orkest
- 2013: Concerto for Organ and Orchestra - The Orbit of Chiron
- 2013: Concerto for Double Bass and Orchestra
- 2012: Concerto for English Horn and Orchestra
- 2012: Concerto for Trumpet and Orchestra
- 2012: Suite for Oboe, met strijkorkest en harp
- 2011: Concerto for Cello and Orchestra
- 2012: Concerto for Marimba, Vibes and Orchestra
- 2012: Concerto for Viola and Orchestra
- 2011: Concerto for Harp and Orchestra
- 2011: Concerto for Guitar and Orchestra
- 2011: Concerto for Trombone and Orchestra
- 2011: Concerto for Piccolo and Orchestra
- 2011: Tre Notturni voor hoorn solo, met strijkorkest en harp
- 2011: Concerto for Cello and Orchestra
- 2010: Concerto for Piano and Orchestra
- 2010: Concerto for Violin and Orchestra
- 2009: Concerto for Flute and Orchestra
- 1985: Achaé, la docile Amie, een concertant werk voor klarinet en symfonisch orkest

### Koorwerken
- 2011: Six Poems by William Butler Yeats, voor koor en ensemble

### Kamermuziek
- 2014: Poème Secret, voor harp solo, fluit, klarinet en strijkkwartet
- 2014: Matrix in Persian Blue, voor strijkkwartet
- 2014: Reflections on the Waste Land
- 2013: Hoquetus, Battaglia and Madrigal, voor klarinet en harp
- 2013: Wagner's Moon, voor klarinet en piano
- 2013: Parfums Ephémères, voor klarinet, altviool en piano
- 2013: Painted Curves - Reflections upon four contemporary paintings, voor klarinet en strijkkwartet
- 2013: Labyrinth, voor hobo en percussie
- 2013: Three Night Pieces, voor fluit en harp
- 1991: The Graveyard between Art and Knowledge voor tuba en piano
- 1986: De Tunnel voor klarinettenkwartet
- 1979: Paganini Rides Again voor twee piano's

### Piano solo
- 2013: Linee Incantevoli
- 2013: Three Time Sketches
- 2010: Il Silenzio svelato
- 1993: I Colli senesi
- 1985: Morgenrood en nachtblauw
- 1981: Foto met eenzame Boot
- 1979: A Dream for the King of Persia

### Arrangementen
- Hindemith, Paul - Flute Sonata: bewerkt voor fluit en orkest
- Scarlatti, Domenico - Sonatas: verschillende sonates herwerkt voor allerlei kamermuziek- en kamerorkestbezettingen
- Lutoslawski, Witold - Dance Preludes: bewerkt voor solo klarinet en klarinet choir

## Discografie
- 2024: Concerti - Roeland Hendrikx, Jan Michiels, Brussels Philharmonic, Il Novecento (Antarctica Records - AR 057)
- 2023: Now, Voyager, sail... - Linus Roth, Brussels Philharmonic (Antarctica Records - AR 046)
- 2022: I Will Come Back - Vlaams Radiokoor (Antarctica Records - AR 039)
- 2022: Concerto for Bass Guitar and Orchestra - Thomas Fiorini, Brussels Philharmonic (Antarctica Records - AR 035)
- 2021: The Intimacy Of Distance - Charlotte Wajnberg, Brussels Philharmonic (NAXOS - 8.579100)
- 2019: Concertos For Piano, Cello And Harp - Jan Michiels, Ilia Yourivitch Laporev, Eline Groslot, Brussels Philharmonic (NAXOS - 8.579057)
- 2018: Hidden Facts: Flemish Music For Woodwinds & Piano - compilatie (Etcetera - KTC 1624)
- 2018: Concerto For Orchestra; Violin Concerto - Joanna Kurkowicz, Brussels Philharmonic (NAXOS - 8.573808)
- 2018: Chamber Music (TYXart - TXA18113)
- 2017: Works For Cello And Piano - Ilia Yourivich Laporev, Ilia Laporev Jr., Dasha Moroz (TYXart - TYXA17094)
- 2014: Works for Flute and Piccolo - Peter Verhoyen, Arco Baleno Ensemble, Eline Groslot, Stefan De Schepper, Heigo Rosin, Benjamin Dieltjens (Groslot Music - GM 1401)